# سوتوسلاو ایوانف (ورزشکار)
سوتوسلاو ایوانف (بلغاری: Светослав Иванов؛ زادهٔ ۱۶ دسامبر ۱۹۵۱) ورزشکار مسابقه اسب‌دوانی اهل بلغارستان است.
وی در مسابقات کشوری و بین‌المللی در مجموع برندهٔ ۱ مدال نقره شده‌است.